# نيتشر لمراجعات أبحاث السرطان
نيتشر لمراجعات أبحاث السرطان (بالإنجليزية: Nature Reviews Cancer)‏ هي مجلة مراجعة علمية شهرية، تُغطي مجال علم الأورام، أُسست عام 2001، وتتولى آنا دارت منصب رئيسة التحرير.
وفقًا لتقارير الاستشهاد بالمجلات الأكاديمية، حصلت المجلة عام 2021 على مُعامل تأثير قدره 69.800، مما يجعلها تحتل المرتبة الثانية من بين 245 مجلة في فئة "علم الأورام".